# Rocket eBook
Rocket eBookは、アメリカのNuvoMedia社が製造し、1998年11月に発売した電子書籍リーダーである。
バーンズ・アンド・ノーブルのサイトからインターネット経由でパソコンを使って電子書籍を購入し、ケーブルで接続したクレードルを介して専用のソフトを用いRocket eBookに転送して使用した。画面はモノクロのタッチパネル液晶を採用し、内蔵メモリは4メガバイトで、最大10冊の電子書籍を保存することができた。
本体にはバックライトのオン・オフを兼ねた電源スイッチと、2スクロールボタンがあり、また画面の4ファンクションアイコンで、書籍管理や、フォントの変更、検索、画面の回転などをおこなった。
2000年2月にNuvoMediaはジェムスターに買収され、のちにRocket eBookの後継機が別の会社から発売されたが、売り上げが低迷したため2003年6月に電子書籍リーダーの販売は中止され、翌月には電子書籍の販売も終了した。

## 沿革
1997年、マーティン・エバーハルトとマーク・ターペニングはNuvoMedia社を設立し、Rocket eBookのプロトタイプを開発した。開発支援を得るために、プロトタイプは1997年後半にシアトルのAmazonのジェフ・ベゾスの元に持ち込まれたが、電子書籍をダウンロードするのにパソコンが必要になる点に懸念が示され、また独占契約を求められるなど、交渉はうまくいかなかった。その後、ニューヨークのバーンズ・アンド・ノーブルに話が持ち込まれ、バーンズ・アンド・ノーブルとベルテルスマンがそれぞれ200万ドルを投資することで合意し、両社でNuvoMediaの株式をほぼ半分保有することになった。
Rocket eBookは1998年に発売され、初年度には2万台が販売された。1999年にはシスコが投資し新たなパートナーに加わった。しかしNuvoMediaは第二世代モデルの開発に必要な資金を調達することができず、2000年2月、ジェムスター（en:Gemstar）に約1億8,700万ドルの株式取引で売却された。売却から数か月後、エバーハードとターペニングは同社を離れた。その後、二人は2003年にテスラ社を創業した。
ジェムスターはNuvoMediaに加え、別の電子書籍リーダーを販売していたSoftBookも買収し、2000年11月、アメリカでRocket eBookの後継機となるモノクロ画面のREB 1100と、SoftBook Readerの後継機となるカラー画面のREB 1200を発表した。どちらもトムソン・マルチメディアのRCAレーベルで製造された。REB 1100は299ドル、REB 1200は699ドルで発売された。
ジェムスターはヨーロッパへ展開することも考え、2002年の秋にはジェムスターから、より安価な電子書籍リーダーGEB 1150とGEB 2150が発売されたが、売上は期待を大きく下回り、同社は2003年6月に電子書籍リーダーの販売を中止し、翌月には電子書籍の販売も中止した。